# Max von Oppenheim
Max Freiherr von Oppenheim (n. 15 iulie 1860 în Köln; d. 15 noiembrie 1946  în Landshut) a fost un diplomat, arheolog german și un cunoscător al regiunilor din Orient și Asia de Sud-Vest.

## Biografie
Max a fost fiul lui Albert von Oppenheim, un bancher de originea evreiască din Köln. Max von Oppenheim a studiat din 1879 științele juridice la Universitatea din Straßburg, unde a făcut parte din Corps Palatia-Straßburg. Examenul de doctorat îl promovează în anul 1883 la universitatea din Göttingen. În anul 1892 se mută la Cairo unde a început să studieze limba arabă. Oppenheim întreprinde călătorii de cercetare în Africa de Est și Orientul Apropiat în același timp ocupă în aceste țări diferite funcții diplomatice. Astfel în anul 1896 este atașat al consulatului imperial german din Cairo. În noiembrie 1899 Oppenheim descoperă așezarea preistorică de la Tell Halaf. Cu această descoperire se definesc contururile culturii asiro-arameice, iar Oppenheim devine renumit. Între anii 1910 - 1913 conduce lucrările săpăturilor arheologice din Orient. În timpul primului război mondial Oppenheim, caută mobilizarea lumii arabe contra Marii Britanii, jucând același rol de partea Germaniei ca T. E. Lawrence de partea Marii Britanii. Ultima călătorie a lui în anul 1939 din Siria nu are rezultatul planificat. Max von Oppenheim trăiește în Berlin, perioada de prigonire a evreilor și al doilea război mondial. El reușește să scape cu viață cu toate era considerat pe jumătate evreu. Oppenheim moare în anul 1946 în urma unei pneumonii. Este interesant de menționat că Max von Oppenheim este mai cunoscut în lumea arabă decât în Germania.

## Opere și Bibliografie

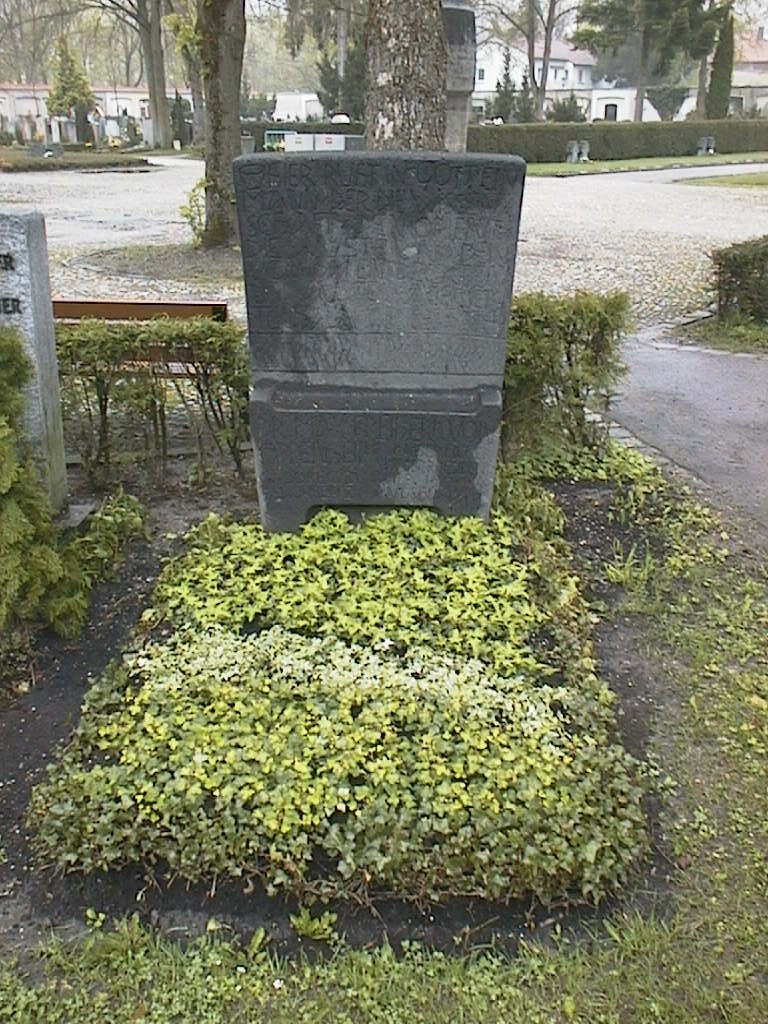
Max von Oppenheim grave in Landshut, Landshuter Stadtkreis Bavaria (Bayern), Germany

- Projekt eines Plantagen-Unternehmens in Handei (Usambara) in Deutsch-Ostafrika. 1894 (als Manuskript gedruckt). Siehe auch Rheinische Handeï-Plantagen-Gesellschaft
- Vom Mittelmeer zum Persischen Golf, durch den Hauran, die syrische Wüste und Mesopotamien, Bd. 1-2. Berlin 1899, 1900. Französisch als: Voyage en Syrie et en Mesopotamie, de Damas a Bagdad. Trad. et resume par Jacottet. Paris 1900.
- Rabeh und das Tschadseegebiet. Berlin 1902.
- Zur Entwicklung des Bagdadbahngebietes und insbesondere Syriens und Mesopotamiens unter Nutzanwendung amerikanischer Erfahrungen. Berlin 1904 (als Manuskript gedruckt).
- Der Tell Halaf und die verschleierte Göttin, Der alte Orient 10/1 (1908)
- Inschriften aus Syrien, Mesopotamien und Kleinasien. Gesammelt im Jahre 1899, 3 Bde. (Beiträge zur Assyriologischen und Semitischen Sprachwissenschaft, Bd. 7), Bd. I: Arabische Inschriften bearbeitet von Dr. Max van Berchem. Leipzig 1909, Bd. II: Syrische Inschriften bearbeitet von Bernhard Moritz. Leipzig 1913, Bd. III: Hebräische Inschriften bearbeitet von Julius Euting. Leipzig 1913.
- Die Revolutionierung der islamischen Gebiete unserer Feinde. 1914.
- Die türkische Nachrichtensaal-Organisation der Nachrichtenstelle der Kaiserlichen Botschaft in Konstantinopel im Dienste deutscher Werbearbeit im Orient. Berlin 1914.
- Die Nachrichtensaal-Organisation und die wirtschaftliche Propaganda in der Türkei, ihre Übernahme durch den deutschen Überseedienst. Berlin 1917.
- Die Entwicklung der Machtverhältnisse in Inner- und Nordarabien. Berlin 1919.
- Beduinen- und andere Stämme in Syrien, Mesopotamien, Nord- und Mittelarabien. Berlin 1919.
- Glories of Tell Halaf - a Great Discovery, The Illustrated London News No. 4775 und 4776 Okt. - Nov. 1930.
- The Oldest Monumental Statues in the World. A Great Discovery in Mesopotamia, The Illustrated London News No. 4804, 1931.
- Der Tell Halaf, eine neue Kultur im ältesten Mesopotamien. Leipzig 1931. Englisch als: Tell Halaf. A New Culture in Oldest Mesopotamia. Transl. by Gerald Wheeler. London 1932; London & New York 1933. - Französisch als: Tell Halaf, la plus ancienne capitale subaréenne de Mésopotamie. Paris 1933.
- Führer durch das Tell Halaf Museum. Berlin 1934.
- Tell Halaf, une civilisation retrouvée en Mésopotamie. Edition francaise complétée par l'auteur, trad. de J. Marty. Paris 1939.
- Die Beduinen. Unter Mitbearbeitung von Erich Bräunlich und Werner Caskel. Bd. I: Die Beduinenstämme in Mesopotamien und Syrien. Leipzig 1939. Bd. II: Die Beduinenstämme in Palästina, Transjordanien, Sinai, Hedjaz. Leipzig 1944. Bd. III: Die Beduinenstämme in Nord- und Mittelarabien und im 'Iraq. Bearb. und hrsg. von Werner Caskel. Wiesbaden 1952. Bd. IV: Register und Literaturverzeichnis. Bearb. und hrsg. von Werner Caskel. Wiesbaden 1968.
- Die Inschriften vom Tell Halaf. Keilschrifttexte und aramäische Urkunden aus einer assyrischen Provinzhauptstadt. Hrsg. und bearb. von Johannes Friedrich, G. Rudolf Meyer, Arthur Ungnad, Ernst F. Weidner, Archiv für Orientforschung Beiheft 6 (1940).
- Geschichte der Familie Engels in Köln und Hartung in Mayen. Dresden 1943 (als Manuskript gedruckt).
- Meine Forschungsreisen in Obermesopotamien, Karte 1:500 000 mit Begleitworten und Ortsnamenverzeichnis. Berlin 1943 (Sonderheft 21/22 zu den Nachrichten aus dem Reichsvermessungsdienst).
- Tell Halaf. Band I: Die prähistorischen Funde. Bearbeitet von Hubert Schmidt. Mit einer Einleitung zum Gesamtwerk von Max Frh. von Oppenheim. Berlin 1943. Bd. II: Die Bauwerke, von Felix Langenegger, Karl Müller, Rudolf Naumann. Bearbeitet und ergänzt von Rudolf Naumann. Berlin 1950. Band III: Die Bildwerke, bearbeitet und herausgegeben von Anton Moortgat. Berlin 1955. Band IV: Die Kleinfunde aus historischer Zeit, bearbeitet und herausgegeben von Barthel Hrouda. Berlin 1962.